# 朱鷺メッセ

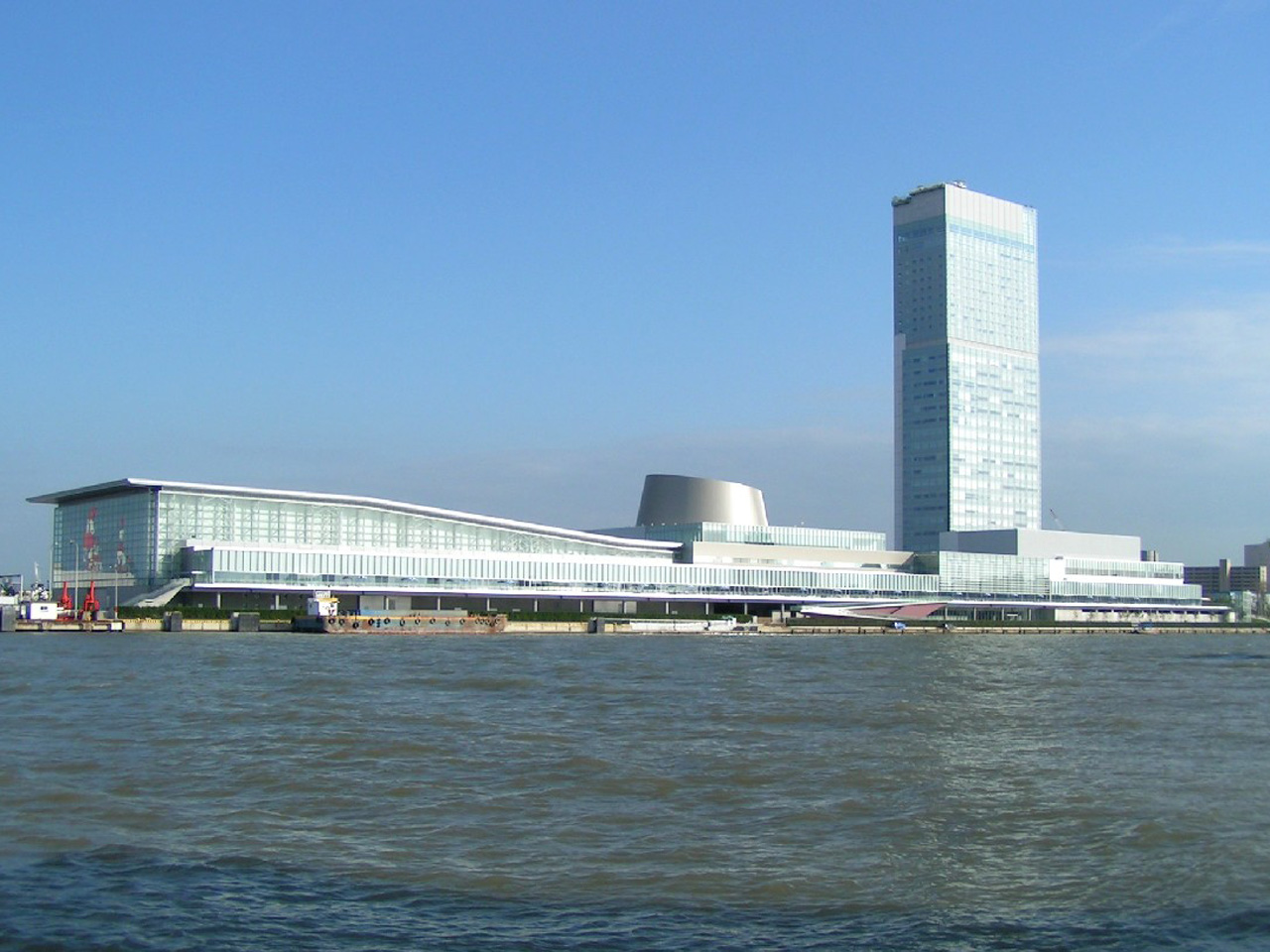
朱鷺メッセ全景。左：新潟コンベンションセンター、右：万代島ビル

朱鷺メッセ（ときメッセ、TOKI MESSE）は、新潟県新潟市中央区万代島に所在する、コンベンションセンターとホテル・業務施設などを内包する超高層建造物から成る複合一体型コンベンション施設である。
新潟コンベンションセンター（にいがたコンベンションセンター）と万代島ビル（ばんだいじまビル）の2棟によって構成される。

## 歴史・設計

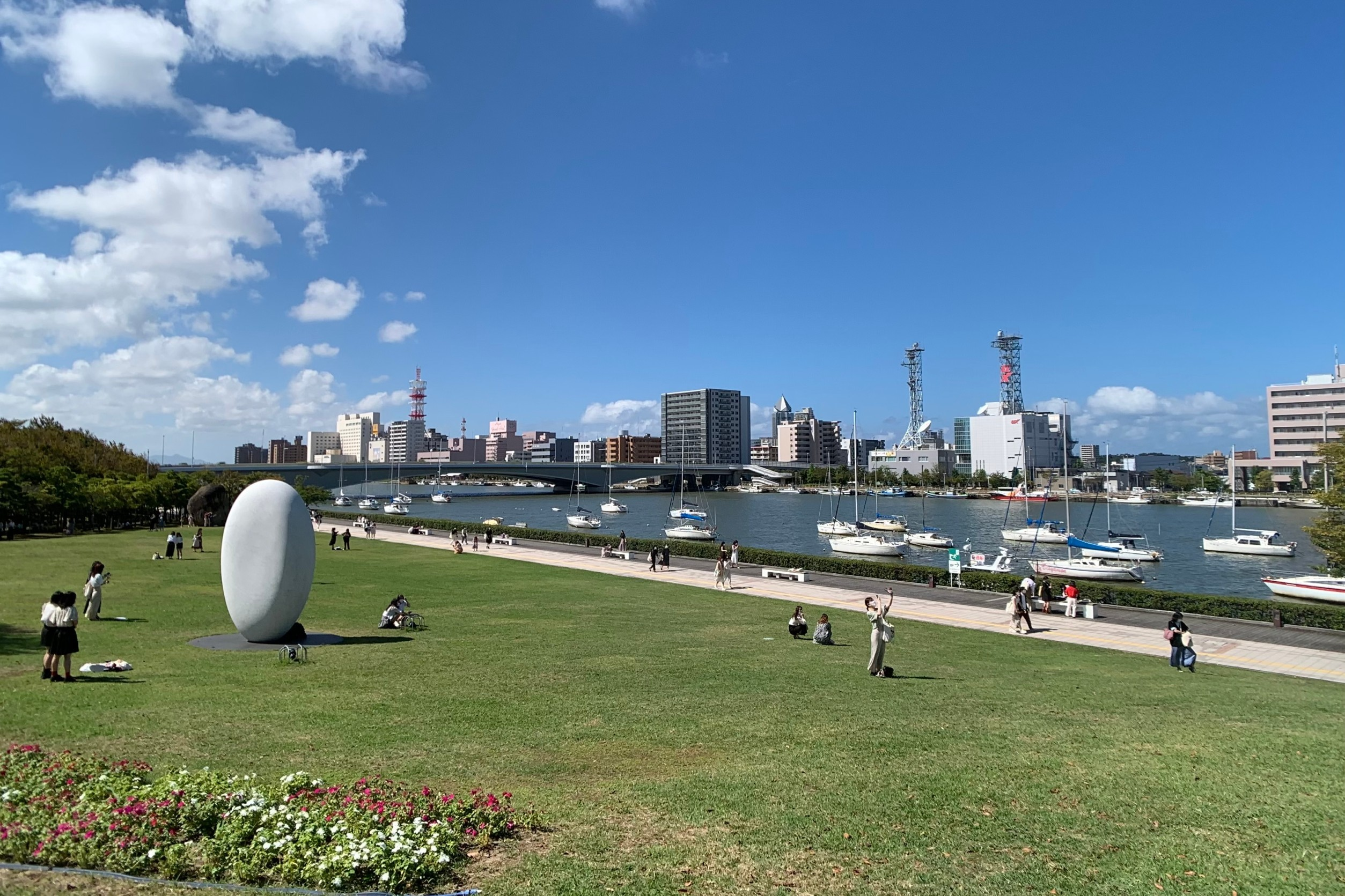
一体的に整備された緑地「リバーフロントパーク」とモニュメント「天秘」（2021年9月）

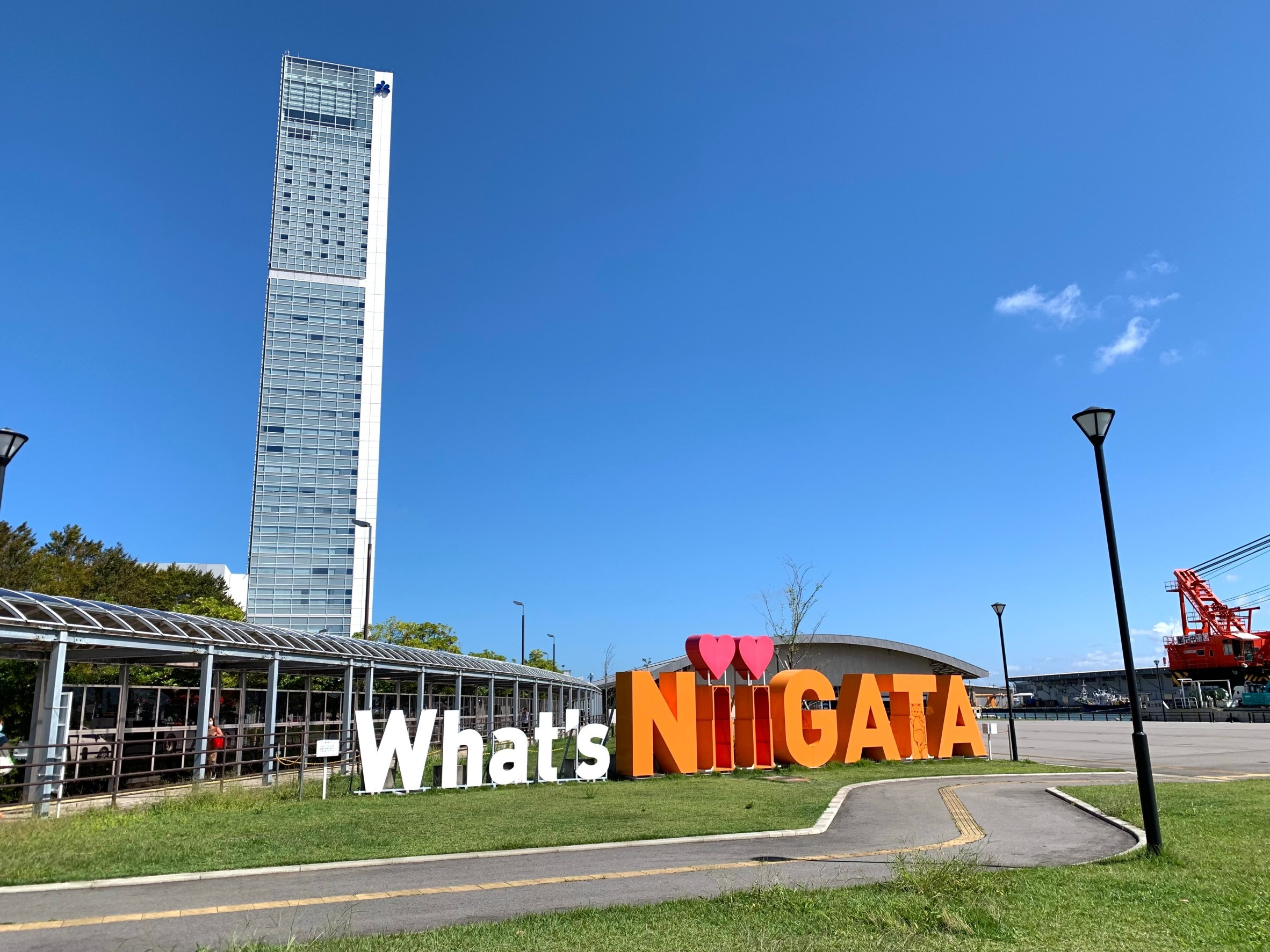
「What's Niigata」のモニュメント（2021年9月）

朱鷺メッセは、信濃川河口に近い新潟港西港区（新潟西港）の一角を国際交流・経済産業振興の拠点として整備する「万代島地区再開発事業」によって建設された。1992年に新潟県が整備方針を決定し、続いて民間側による複数の開発構想が提案され、翌1993年に県、新潟市、民間側33の企業・団体による「万代島再開発事業化研究会」が設立された。研究会はその後「万代島再開発推進協議会」に改組され、1996年に「万代島再開発事業マスタープラン」を策定し、県のコンベンション施設と民間主体の高層ビルとを一体的に整備する方針が決定した。
この複合コンベンション施設は2000年10月に建物本体の建設工事に同時着工し、県の「新潟コンベンションセンター」は2002年12月、民間の「万代島ビル」は翌2003年3月にそれぞれ竣工し、同年5月1日に全面開業（グランドオープン）した。再開発全体のデザインは槇文彦が率いる槇総合計画事務所が担当し、新潟コンベンションセンターと万代島ビルとを双方の中間部に設けられた公共空間「アトリウム」と全長340mの屋内公共歩廊「エスプラナード」で連結、周辺の緑地を含めて一体的に整備した。愛称「朱鷺メッセ」と、翼を広げるトキの姿を模したシンボルマークは一般公募によって2001年9月に制定された。
建造物全体は船をイメージして設計され、ガラスと金属による透明感のある表層部と、水平性と垂直性とを組み合わせたデザインで万代島の景観の核を成している。エスプラナード（英語で「高貴な遊歩道」などの意）は信濃川沿いの2階部分に設けられ、川側は全面ガラス張りである。コンベンションセンターと万代島ビルとの中間部に設けられた吹き抜け構造のアトリウムと合わせ、施設全体を連絡すると共に「開かれた都市回廊」をイメージした開放的な空間を形成している。また機能的にも、展示場や会議室、オフィス、ホテル等を一体的に配置しているため、各種コンベンションの流れを一つの空間でスムーズに行える上に、これらを組み合わせることによって多様な催事に対応することができる。
朱鷺メッセは万代島埠頭のほぼ中間点に位置し、北側には佐渡汽船の新潟港ターミナルが所在する。万代島埠頭はこの佐渡汽船ターミナルが突き当たりで、市街地や市内各方面から万代島地区へ向かう動線は南側からのみとなっている。このような周辺の立地構造から、各国閣僚らが集まる国際会合など厳重な警備を必要とする催事の際には、車両の通行制限をはじめとする警備計画の立案が比較的容易となるなど、周辺警備の上では利点が多い。だが、動線が一方向に限定されているため、大規模な動員数がある催事が開催される際や、夏季や年末年始など佐渡汽船の利用者が集中する際には、渋滞が慢性的に発生しやすくなっている。
万代島地区の北東側約3kmの地点には新潟空港が所在するが、同空港に設定された制限表面は当該地域に達しておらず、高さ140.5mの万代島ビルは航空法による建造物の高さ制限を受けていない。
また、国際天文学連合の「小惑星・彗星・流星2012」が2012年5月に行われている。

## 施設

### 新潟コンベンションセンター
国際展示場・国際会議場と、万代島ビルとを繋ぐアトリウムによって構成される、地上4階建のコンベンション施設。施設は新潟県が所有し、新潟県・新潟市・新潟万代島ビルディング・ホテル朱鷺メッセと県内主要企業などが出資する第三セクターの新潟メッセが指定管理者として運営管理を行っている。
国際展示場の展示ホールは新潟県内のアリーナ型施設としては最も面積が広く、各種イベントやコンサートの会場としても活用されている。また、2004年から日本プロバスケットボールリーグ（bjリーグ）の新潟アルビレックスBBの試合も行われるようになり、2007年末にはbjリーグのオールスターゲームが開催された。
全13室の会議場・会議室から成る国際会議場のうち、メインホールと国際会議室には同時通訳ブースが常設されており、各種国際会議の開催にも対応している。
- 国際展示場
  - 展示ホール（ウェーブマーケット）
    - 一体利用：7,800m2（最大約10,000人収容）
    - 分割利用：A＝5,100m2（最大約6,000人収容）、B＝2,700m2（最大約2,000人収容）、可動間仕切りにより分割可能

  - 床面には電気、通信、ガス、給排水のピットが組み込まれており、各種ブースの設営が容易に行える。
- 国際会議場
  - メインホール（スノーホール）
    - 面積：1,133m2（最大約1,000人収容）
    - 同時通訳ブース設置

  - 国際会議室（マリンホール）
    - 面積：649m2（最大約540人収容）
    - 同時通訳ブース設置

  - 中会議室（3室）
  - 小会議室（8室）
- アトリウム

### 万代島ビル
オフィス、領事館、ホテル、美術館などが入居する民間の超高層ビル。地上31階建、高さ140.5mで甲信越地方では一番高いビル。
複合用途の区分所有建物で、新潟万代島ビルディング（以下「万代島ビル社」）と、ホテルフロア「ホテル日航新潟」を運営するホテル朱鷺メッセ（オープン前の商号は「新潟国際コンベンションホテル」）が共同建築主として建設し、建造物全体は万代島ビル社が所有且つ運営管理を行っている。一部フロアは万代島ビル社が整備・分譲した上で所有権が移動しており、31階の展望室、5階の美術館と、オフィスフロアのうち中小企業向けの起業化支援などを行う県の外郭法人「にいがた産業創造機構」が入居する11階は新潟県が、ホテル日航新潟はホテル朱鷺メッセが、新潟商工会議所が入居する7階は同会議所がそれぞれ所有権を有し、以上3法人と万代島ビル社の計4法人によって組織される「万代島ビル管理組合」が万代島ビル社に建造物管理を委託する運営方式が取られている。
31階の展望室は地上125mに位置しており、新潟市中心部や信濃川、柳都大橋、萬代橋、新潟西港などを眼下に望み、遠くは佐渡島や粟島、弥彦山なども眺望できる。また夜間には日本海に浮かぶ漁火も眺望できるなど新潟市近郊の明暗に富んだ夜景を楽しめることから、2004年8月には新日本三大夜景・夜景100選に、2011年8月には日本夜景遺産に、それぞれ選定されている。
なお新潟市は2011年（平成23年）9月5日、ホテル朱鷺メッセと「津波時における津波避難ビルとしての使用に関する協定」を締結し、大津波警報・津波警報の発令時における避難施設に指定した。これは同年3月11日の東日本大震災を受けた施策の一環で、万代島地区は津波による浸水被害が想定される区域に該当する。朱鷺メッセの避難場所は2階のエスプラナードと、万代島ビルのうちホテル日航新潟の3・4階が指定されており、1560人の避難者の受け入れを想定している。
- - 開館時間
    - 金曜を除く毎日：8:00〜22:00（最終入場 21:30）、金曜：8:00〜17:00（最終入場 16:30）

  - 2005年秋から、展望室をレンタルスペースとして貸し出すサービスを実施しており、イベントなどに活用することができる。貸出しは昼間（8:00～17:00）・夜間（金曜を除く17:00～22:00）・貸切（金曜17:00～22:00）の3区分で、昼間・夜間は一般客の来館を妨げない形でスペースの提供を行っている。一方、貸切利用は金曜の一般開館時間終了後に限って実施しており、フロアのほぼ全面を占有して利用できる。

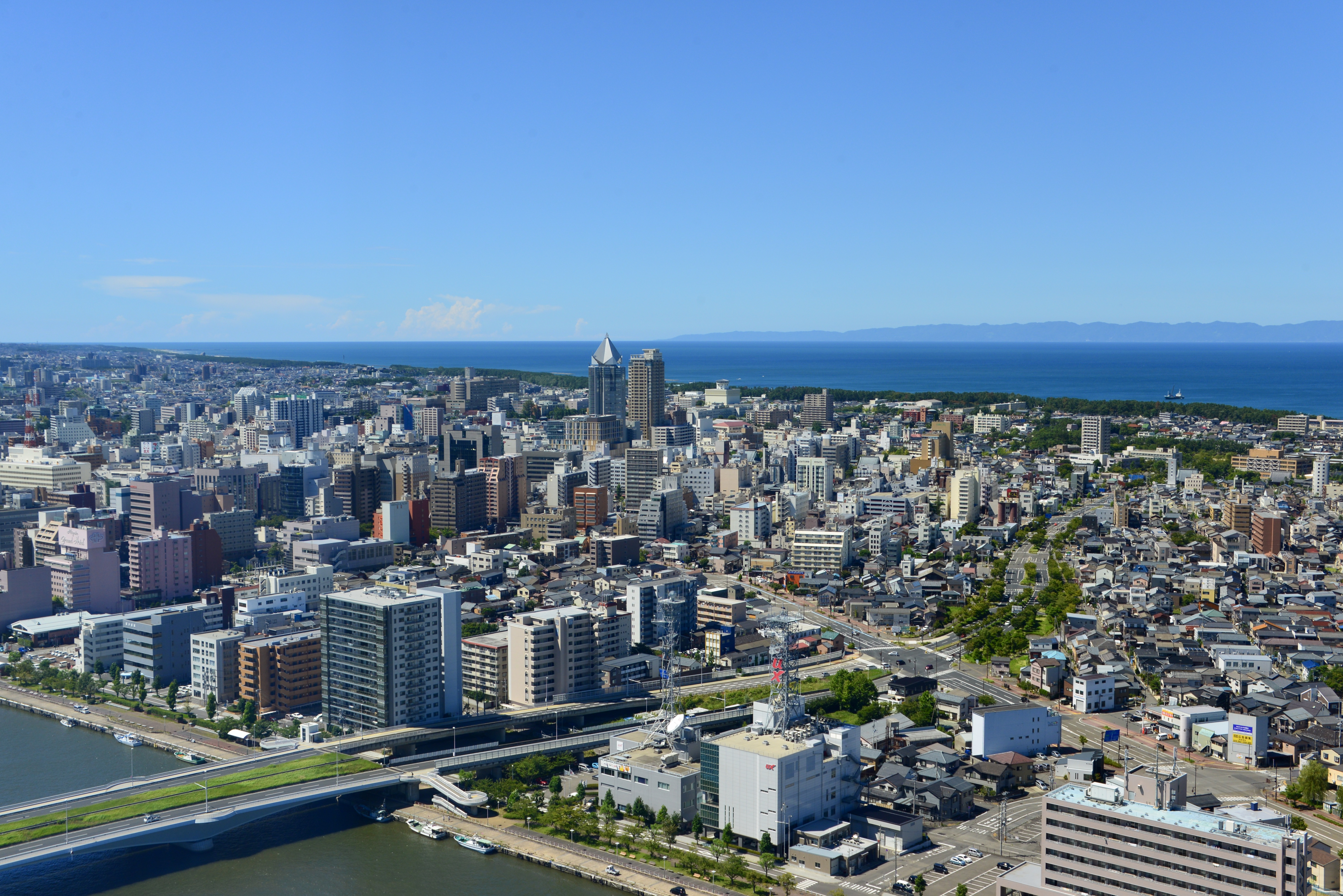
展望室から見た、新潟島方面（2020年9月）
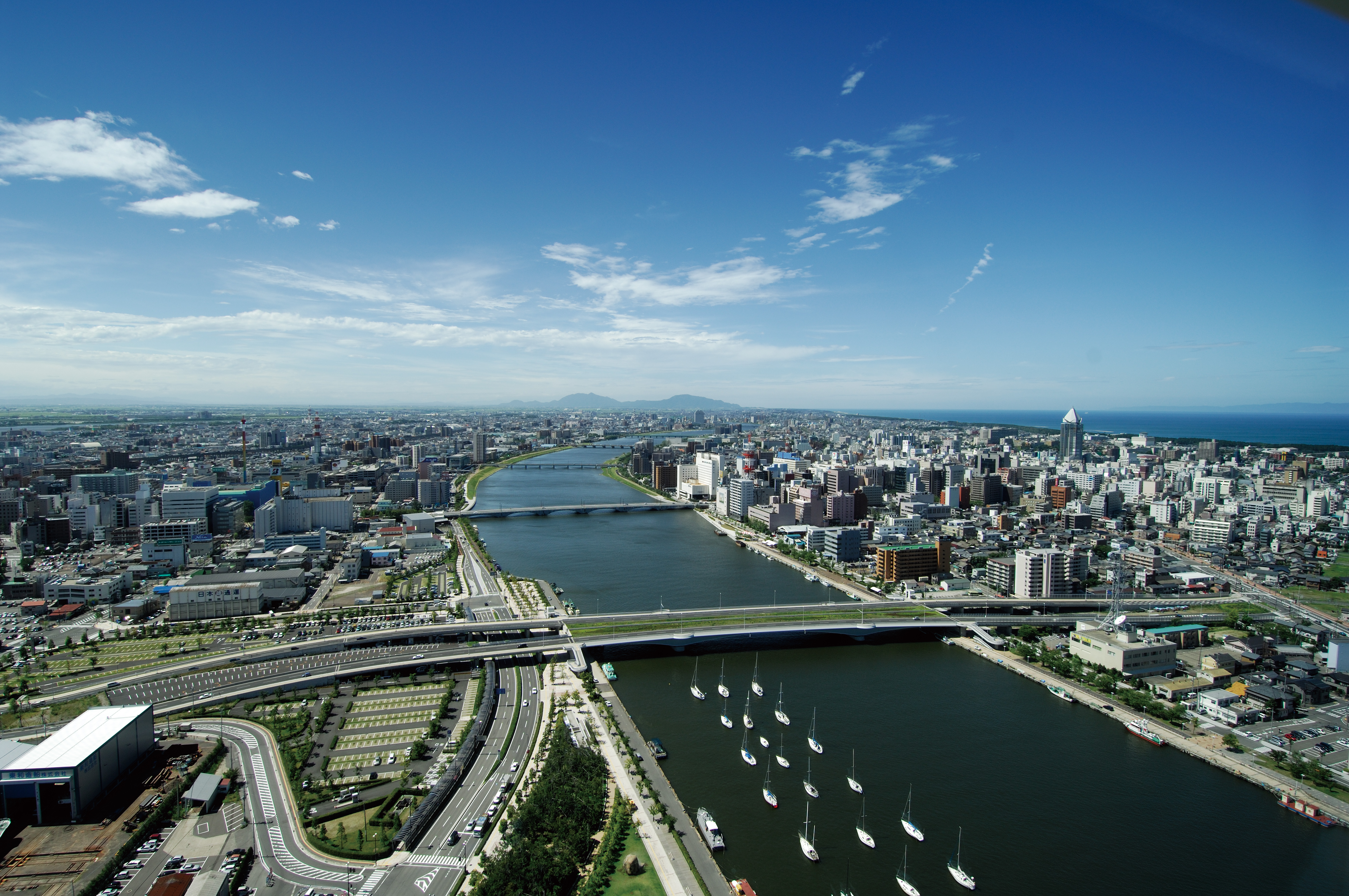
展望室から見た信濃川上流方面。手前の橋は柳都大橋。2006年撮影。
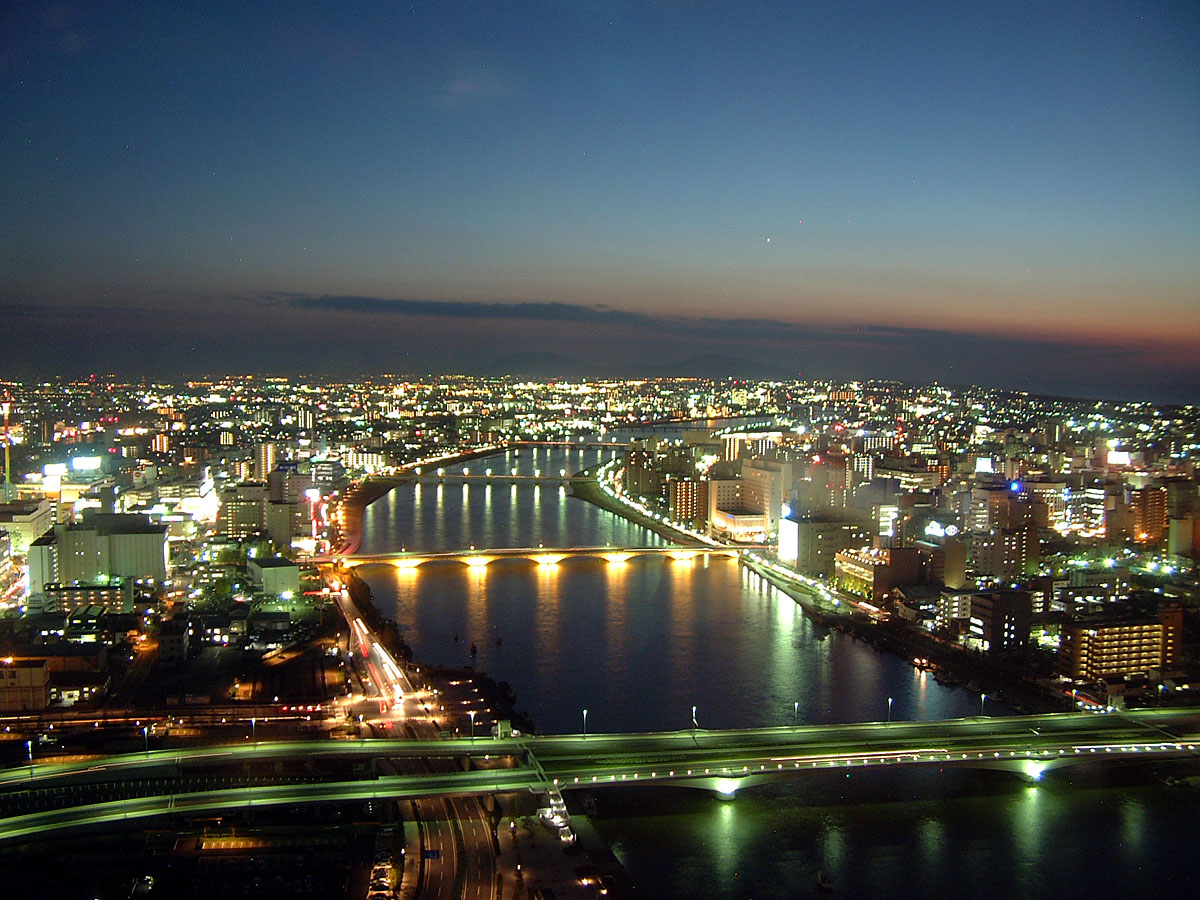
展望室から見た信濃川上流方向の夜景（2003年11月）

|          | 万代島ビル |
| 31F      | Befcoばかうけ展望室                                                                                                 |
| 30F- 22F | ホテル日航新潟(客室・宴会場等)                                                                                      |
| 20F- 8F  | 在新潟ロシア連邦総領事館（12階） NICOプラザ(11階) 公益財団法人にいがた産業創造機構(9階) 在新潟大韓民国総領事館(8階) |
| 7F       | 新潟商工会議所 |
| 6F       | |
| 5F       | 新潟県立万代島美術館                                                                                                |
| 4F -3F   | ホテル日航新潟(ロビー・ラウンジ・宴会場等)                                                                          |

#### 施設命名権
新潟県は2009年度（平成21年度）から展望室の維持管理費を削減する代替策として、展望室に施設命名権を導入し、その権限を指定管理者に委ねる形で管理者側の減収分を補充する方針を示した。これを受けてホテル朱鷺メッセは同年9月に売却先の公募を実施し、その結果県内を中心に数社から応募があった。選考の結果10月9日、主力製品の「ばかうけ」を冠した名称案を示した栗山米菓が売却先に決定した。ホテル朱鷺メッセは選定理由を「ばかうけは既に知名度があり、親しみやすい」としている。契約条件は年間120万円、期間は2009年12月1日から2012年3月31日までの3箇年契約で、呼称は「Befcoばかうけ展望室」に決定した。
その後、前述の3箇年契約が満了した2012年春以降についても両社は施設命名権契約を更新し、引き続きこの呼称を使用しているが、契約更新に関する詳細は公表されていない。
なお朱鷺メッセに内包される県有施設に関する規定は、新潟コンベンションセンター等条例（平成13年新潟県条例第80号）に定められているが、展望室の名称は単に「展望室」とされている。但し広報上ではどの施設に所在するかを明示するため、便宜上「展望室（朱鷺メッセ）」と表記する場合がある。

### ときめきラーメン万代島
新潟ラーメン村 ときめきラーメン万代島は、朱鷺メッセのコンベンションセンター側ロータリーと臨港道路を挟んだ向かい側に所在する、新潟県内のラーメン店が集積した屋台村形式の複合施設である。新潟万代島総合企画がテナントを募って運営にあたっている。
2004年4月29日、万代島D駐車場に隣接する芝生広場を活用して、ラーメン店7店舗、アイスクリーム店1店舗の計8店舗でオープン。各店舗それぞれ特徴のあるメニューを提供しているが、店舗は年々減少し、2023年4月現在の出店数はラーメン店2店舗（中華 丸美（まるみ）、青島ラーメン司菜）となっている。
2020年には施設の一角に「ウォーク＆ジョグポート万代島」がオープンした。

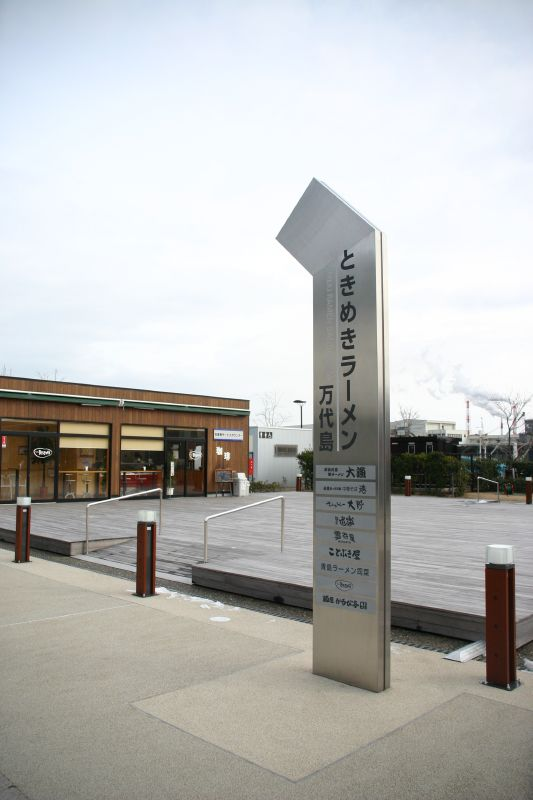
ときめきラーメン万代島（2005年1月）
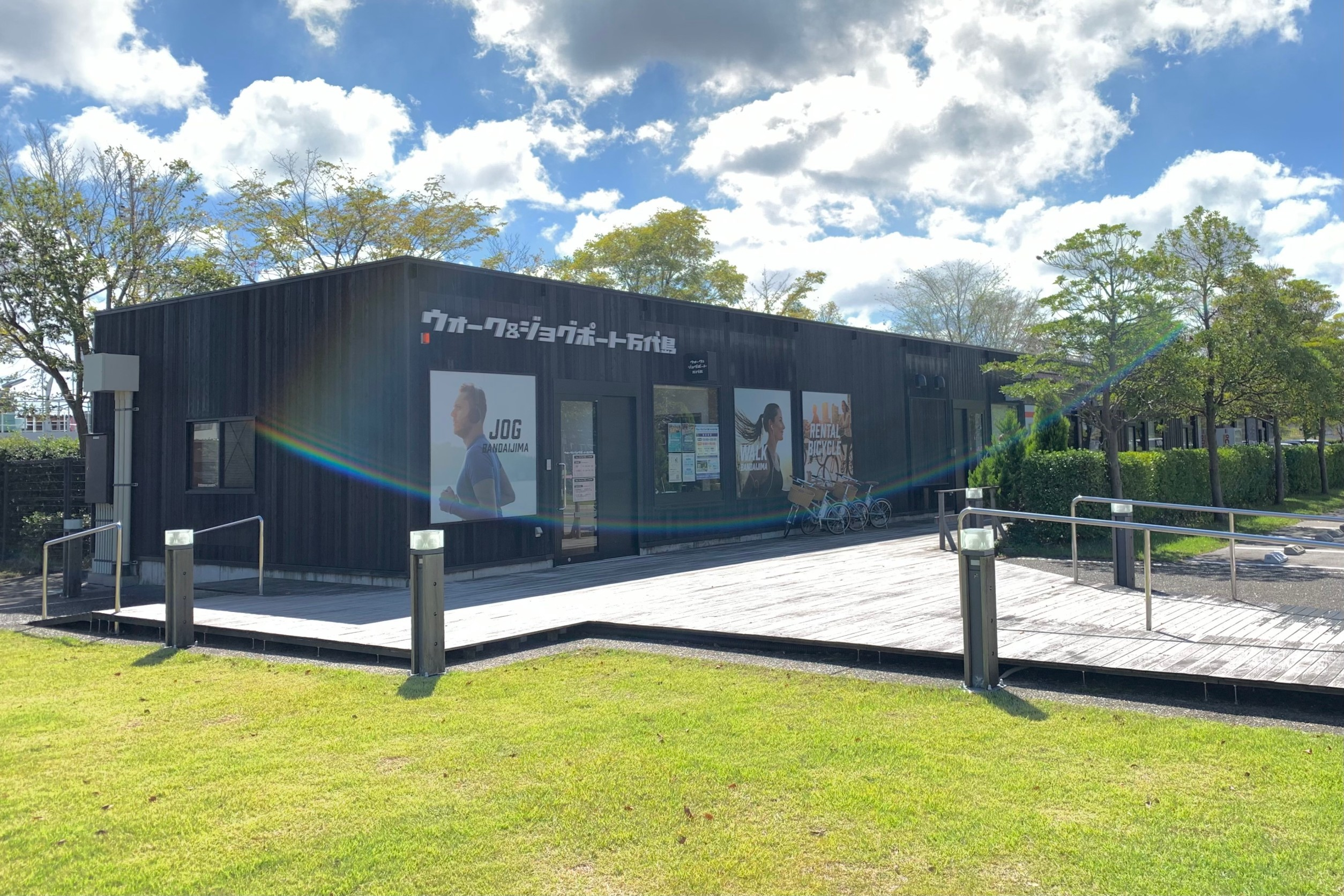
ウォーク＆ジョグポート万代島（2021年9月）

## 周辺

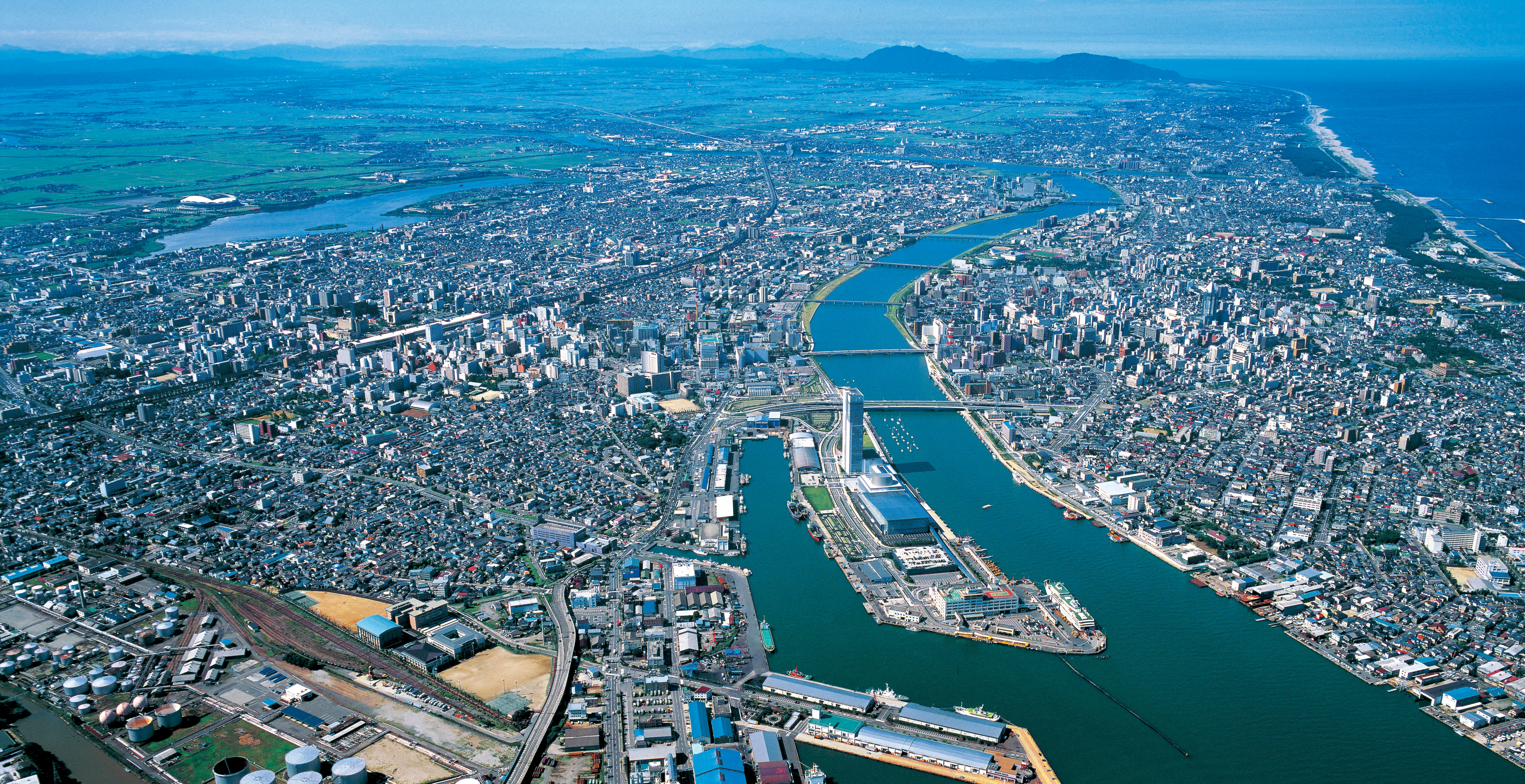
信濃川河口と万代島地区

- 柳都大橋

万代島地区再開発事業と一体的に整備された道路橋梁。2002年5月19日開通。
- ピアBandai

西港区周辺の活性化の一環で、旧新潟魚市場跡地南側に2009年9月、「にぎわいマルシェ・ジャポン万代島」としてオープン。二次事業で設備・施設が拡充され、食料品専門店複合型の観光拠点施設として2010年10月22日、現名称でオープンした。
- 万代島多目的広場（屋内広場「大かま」・屋外広場）
- 佐渡汽船ターミナル

## 交通アクセス
公共交通
- JR新潟駅から北へ約1.5 km
  - 万代口バスターミナルから新潟交通佐渡汽船線「朱鷺メッセ・佐渡汽船・ピアBandai」行を利用し「朱鷺メッセ」下車
    - 乗車時間約15分。「朱鷺メッセ」停留所は臨港道路万代島埠頭線沿い・コンベンションセンター側ロータリー横。
    - 佐渡汽船の季節ダイヤに合わせてダイヤが設定されるため、一般の乗換案内や路線一覧には掲載されない。時刻表は朱鷺メッセ・佐渡汽船線（新潟交通）を参照。
    - ※イベント開催時等は臨時増発する場合あり。また多客時には別途、新潟駅南口バスターミナル発着の臨時シャトルバスを運行する場合あり。

  - 万代口からタクシーで約5分、徒歩で約20分
  - ホテル日航新潟の宿泊客・利用客向けに、万代口から無料シャトルバスによる送迎があったが、現在は運行を休止している。

自動車
- 新潟バイパス・亀田バイパス　紫竹山インターチェンジから、栗ノ木バイパス・東港線経由で約10分
- 万代島駐車場 A～E（合計で普通車約1800台収容）[10]

所有 : 新潟県、運営管理 : 新潟万代島総合企画（指定管理者）
駐車料金：最初の60分間は無料、以降30分毎に100円、1日（24時間）1500円
- 万代島ビル内駐車場（189台収容）

所有 : 新潟万代島ビルディング、運営管理 : 日本パーキング（民営）
駐車料金：20分 100円
- 駐車場優待サービス
  - 万代島駐車場に限り、佐渡航路の利用者は1日800円で駐車可能[12]。新潟港もしくは両津港の乗船窓口で「佐渡航路利用者料金適用カード」を受領する必要あり[12]。
  - 万代島駐車場・ビル内駐車場とも、ホテル日航新潟利用の場合は優待サービスが受けられる。宿泊客は1泊1000円（14時～翌11時。11時以降の駐車は時間外料金として20～30分毎に100円加算。チェックイン後はチェックアウトまで入出庫自由）、宿泊以外の利用客は条件により2～4時間無料。いずれも利用の際はフロントでサービス券等を受領する必要あり。

船舶
- 佐渡汽船 新潟港ターミナルから徒歩約5分
- 信濃川ウォーターシャトル 朱鷺メッセのりば：アトリウム1階先・信濃川沿い

## 朱鷺メッセ連絡通路崩壊事故

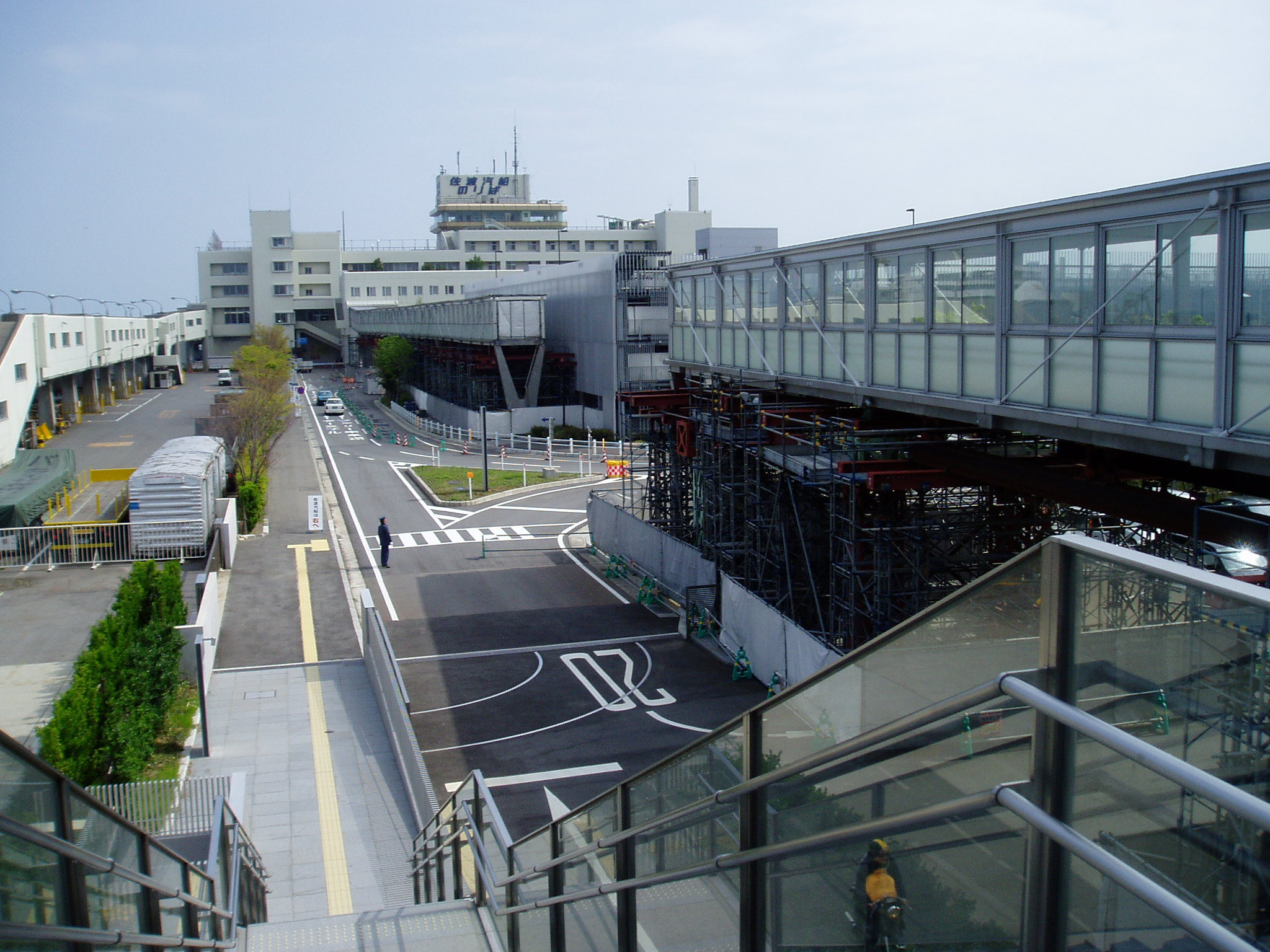
事故発生当時は写真中央部の架橋箇所が崩壊し、地上部の臨港道路を塞ぎ込む形となった（2004年5月、朱鷺メッセ側から撮影。なお残存部は事故調査等を行った後撤去された）

2003年8月26日午後8時20分頃、朱鷺メッセに隣接する万代島E駐車場（自走式立体型）と佐渡汽船新潟港ターミナルとを結ぶ連絡デッキ（全長220m）のうち、朱鷺メッセとE駐車場を連絡する箇所が突如倒壊した。倒壊箇所はデッキのうち跨道橋となっていた部分の1スパン（延長約63m）で、デッキ下の地上部を経由して佐渡汽船ターミナルに至る臨港道路を塞ぐなど一歩間違えば大惨事になりかねなかったが、当時朱鷺メッセでは大規模な催事等は特に行われておらず、またフェリーの発着時間帯の合間であったため落下箇所には通行人、車両ともなく、幸い死傷者はなかった。また北朝鮮の貨客船万景峰号が同日、万代島埠頭から程近い中央埠頭から出港したばかりということもあり、マスメディアや野次馬、その他団体が西港区周辺に多数おり、一時は「テロの可能性」との憶測まで流れる騒ぎとなった。
倒壊箇所のうちE駐車場部分の供用を開始したのは2001年4月17日、朱鷺メッセ側の全面供用を開始したのは2003年4月とまだ日が浅かった上、事故発生当時は風も弱く、外的な作用をほとんど受けない中でデッキの1スパンだけが倒壊したことから、発生直後は原因を特定できなかったが、その後県が組織した事故原因調査委員会が行った調査の結果、設計上の問題であったことが発表された。万代島地区は元々昭和時代初期に埋立地として開発され、非常に軟弱な地盤であることから構造設計に軽量化が求められた結果、強度に余裕の少ない設計手法や工法が採用された上に施工上のミスが重なり、自重に耐えられなくなり倒壊した、との結論に至っている。
前述の調査報告を受け、県はデッキの設計・施工・監理を担当した計6社を相手取り、建設費など計約8億9000万円の損害賠償を求める民事訴訟を2004年9月7日付で新潟地方裁判所に提訴した。これに対しデッキの設計を担当した「構造設計集団(SDG)」は、調査報告書において原因を設計ミスと不当に公表され、合理性の無い主張によって営業損害を受けたとして、県に計約3億円の損害賠償を求めて2009年10月24日付で同地裁に反訴した。
裁判は双方の主張が平行線のまま長年にわたって行われ、2012年3月26日の判決公判で同地裁は、県側が専門家による事故調査委員会の報告書を基に通路側面の「斜材ロッド」と床板の定着部から崩壊が始まったとしたことを疑問視し、他の原因の可能性についての検討が不充分と判断した。その上で「報告書の論証過程には大きな疑問が残ると言わざるを得ない」と指摘し、県側が主張する事故原因を立証できないとした。またSDGの反訴に関しては「報告書は一定の合理性があった」として、双方の請求を棄却した。
これを受けて県は「設計・施工の技術的側面で争うよりも、そもそもの契約責任としての債務不履行責任等の法的責任を問う」と訴訟方針を変更し、同年4月9日付で被告を3者に絞ったうえで東京高等裁判所に控訴の手続きを取ったが、同高裁が和解を勧告したため協議した結果「事故は設計上の問題によって発生した」とした上で、和解金として新潟県建築設計協同組合が7500万円を、また解決金として施工業者の第一建設工業が400万円、デザインを担当した槇総合計画事務所が100万円をそれぞれ支払うとする和解勧告が2013年11月27日付で正式に示され、県は翌11月28日、この案を12月の定例県議会に提出の上で審議する方針を示し、12月4日に開会した議会での和解議案承認を経て、12月26日に正式に和解が成立した。
県は前述の調査終了後、落下を免れた箇所も含めた連絡通路の大部分を安全確保のため撤去し、E駐車場と佐渡汽船ターミナルの間の架橋部分（延長114m）については2005年、設計変更のうえで約3億4000万円で再建した。合わせて朱鷺メッセのアトリウムから臨港道路を横断する連絡通路も崩落の危険性があるとして歩行者を通行禁止にし、ジャッキアップした上で補強する措置が取られた。
だが当時の事故箇所に相当する、朱鷺メッセから臨港道路を跨いでE駐車場に至る架橋部分（延長84m）については、県が訴訟の賠償金を再建費用として充当する方針を取ったため再建が見送られ、朱鷺メッセとE駐車場およびターミナルの徒歩連絡は臨港道路の歩道を経由するなど一旦建物外に出なければならず、利便性の低い状況が10年以上にわたって続いていた。県では訴訟の和解成立を受けて県予算による通路再建の検討を進め、復旧費用を2014年度の県予算に計上するなど事業を再開した。事前の試算では再建費用が約2億5000万円、設計や施工を含めた工期は最短1年以上を見込んでいた。そして設計のうえで2015年1月に本格着工し、同年10月中の竣工を予定していたが、周辺の地盤が想定以上に固く、特殊大型重機による掘削が必要となったのに加え、橋脚周辺に埋設されていた上水道管や高圧電線の移設が必要になったことなどから、県は2015年8月22日、工期を4か月間延長して2016年2月の竣工とし、工費も7200万円増の3億2000万円となる旨を発表した。